# Punta Mamy
La Punta Mamy és un cim de 3.048 m d'altitud, amb una prominència de 10 m, que es troba a ponent del Pic de Crabioules, al massís de Perdiguero, al departament de l'Alta Garona (França).